# 長谷川浩二
長谷川 浩二（はせがわ こうじ、1965年4月4日 - ）は、日本のドラマー。神奈川県横浜市出身。

## 来歴
兄の影響を受け、小学4年生の頃よりドラムのプレイを始める。高校在学中にアン・ミュージック・スクールに入学し、石川晶に師事する。
1983年10月14日、18歳の時にTHE ALFEE（当時ALFEE）のサポートドラマーオーディションに合格。同年12月17日のOVER DRIVEツアー渋谷公会堂公演より専属ツアーサポートメンバーとして参加する。
レコーディングの参加は1984年のアルバム「THE RENAISSANCE」収録の「鋼鉄の巨人」より。以降、ヘヴィメタル、プログレからフォーク、ブラシを使ったジャズプレイまで、THE ALFEEの幅広いサウンドに欠かせない存在としてほぼ全てのツアー、レコーディングに参加する一方、自身のプロジェクトや数多くのセッションに参加した。
2005年のStarting Overツアーファイナル大阪城ホール公演をもってTHE ALFEEでの活動を終了。吉田太郎にドラマーの座を譲った。その後はCube-rayを経て、T.M.Revolutionやabingdon boys school、筋肉少女帯等のサポートで精力的に活動を続けている。
2010年、高見沢俊彦のソロアルバム「Fantasia」のレコーディングに参加。離脱以来、初のALFEE関連のセッションとなった。
2014年8月1日放送の僕らの音楽において、離脱以来初めてALFEEとの共演を果たした。

## 参加ユニット、バンド
- THE ALFEE
- TAGAWA -長谷川浩二がプロデュースしてる-寺沢功一、田川ヒロアキとのバンド
- THE ESPER
- A-think
- admucho family band
- TOSHIMI PROJECT - 永井敏己、柴崎浩とのバンド
- TKY - 永井敏己、山石敬之とのトリオバンド。3人の頭文字（Toshimi,Kohji,Yamaishi）が由来
- OUT OF ORDER
- Cube-ray
- 筋肉少女帯
- class
- ExhiVision - 和田アキラ、難波弘之、永井敏己とのバンド
- T.M.Revolution
- abingdon boys school
- STEEL ANGEL
- BATTLE CRY
- LOVE LOVE ALL STARS
- Thunder You Poison Viper - 内田雄一郎、三柴理とのユニット
- 水樹奈々×T.M.Revolution - 「革命デュアリズム」に参加[1]
- THE ARAKURE - 永井敏己、米川英之とのユニット
- 竜理長  - 高橋竜、三柴理とのユニット
- Sho-ta with Tenpack riverside rock'n roll band - 田村直美、野村義男、土橋安騎夫、石川俊介とのユニット

## 機材
26インチの巨大なバスドラムを前面に2つセット。ツインバスドラムを駆使したヘヴィなサウンドが特徴。
正面から見たときに左右対称になるようにセットしてあり、現在長谷川はこのツーバス仕様のドラムを3台所持している。
- TAMA Star Classic Maple
  - 14"x5.5" SD、10"x8"TT、12"x8"TT、16"x16"FT、26"x16"BD。これに18"x16"FTと13"x6.5"SDが追加される場合や、逆にバスドラムとタムを1つずつ減らしてツインペダルで演奏することもある。
  - ライブではサブスネアの代わりにローランドのV-Drumsパッドがセットされていることがあるが、これにはライブの爆音の中でも聞こえるようにクローズド・リムショットの音色が設定されている。
  - ペダルはIron Cobraの旧モデルを愛用しており、KITANOのチタニウムビーターを装着。ハイハットスタンドのシャフト・クラッチもKITANOのチタンロッドとクラッチを使用している。
- Zildjian
  - 奏者左側から右に向かって22"China、15"Hi-Hats、16"Crash、12"Splash、18"Crash。正面を境に奥から18"Crash、14"hi-Hats。スネアドラム右側手前から奥に向かって10"hi-Hats、21"Ride、20"China、18"Crashと16"EFFECTの重ねシンバル。フロアタムの右に18"Crashの計12カ所16枚がセットされている。メインで使用している15インチのハイハットはトップとボトムで違う種類のハイハットを使用。
- Kitano Titanium Drums - シェルや金属パーツの各部にチタン合金を使用している。機材自体はサウンドがヘヴィなため、THE ALFEEの活動では使用しなかった（バンドアンサンブルや汎用性重視のため）が、フープは同社のチタン製のものを使用していた。
  - ただし、90年〜93年頃までTAMA製のチタンシェルのキットを使用していた時期があった（90年の夏のイベント「BRIDGE ACROSS THE FUTURE」等のビデオで確認できる）。
  - THE ALFEEの作品においても、エンドースメントユーザーとしてエンドクレジットに記載されていた。

- THE ALFEE加入直後はヤマハのドラムを使用していた（初期のステージ写真などで確認できる）が、程なくTAMA製にスイッチしている。
- TAMA製のモニターになった86年〜90年ころまでは同社のラックシステムを使用し、シンバル類もラックから吊るすなど大規模なセッティングを使用していた。なお、91年頃以降も継続してラックシステムを使用し、上記のような左右対称のセットとしている。THE ALFEE時代は隙間という隙間に小型シンバルを数多く配置し、パーカッション的な使用もしていた。

## エピソード
- THE ALFEEのオーディションの時、当初ALFEE側はまだ高校生である長谷川の応募受付を断る方向であった。しかし連絡ミスでその連絡が伝わらなかったため長谷川はオーディション会場に現れた。そのまま帰すわけにもいかず、致し方なく演奏させたところ、応募者の中でも群を抜いて大きな音での演奏であったこともあり、オーディション対象者として改めて審査の対象と認められ最終的に合格に至った。同じオーディション参加者には既にプロとして活動している者も多く各々が譜面を持参していたが、長谷川だけ譜面無しでの参加だったという（当時はまだ譜面が読めなかった)。また、ツーバスセットでの演奏はALFEEのサポートに入ってから始めたという。[2]

## メディア出演

### ラジオ
- 夜のプレイリスト（2023年10月31日 - 11月4日、NHK-FM放送） - DJ[3]